# Reinhard Keding
Reinhard Keding (* 5. September 1948 in Salzhausen) ist ein deutscher Geistlicher und ehemaliger Bischof der Evangelisch-Lutherischen Kirche in Namibia (DELK).

## Leben
Reinhard Keding ist der Sohn eines Pastors. Er wurde in Salzhausen im Landkreis Harburg geboren, wuchs auf der Elbinsel Krautsand, in Mechtshausen und Moisburg auf. Die Schule besuchte er bis 1967 in Buxtehude. Auf dem zweiten Bildungsweg studierte er Theologie am Missionsseminar Hermannsburg.
Sein erstes Examen legte er 1974 ab. Im selben Jahr heiratete er die Ärztin Frauke Gremels. Aus der Ehe stammen fünf Kinder. Von 1975 bis 1976 war er Vikar an der Evangelisch-Lutherischen St. Georgs-Kirche in Toronto (Kanada). Nach Ende des Vikariats kehrte er nach Hermannsburg zurück.
1977 ging er nach Südafrika und arbeitete als Pastor in Dundee und Elandskraal. 1982 wurde er Schulpastor an der Deutschen Schule Hermannsburg in Hermannsburg. Drei seiner Kinder wurden in Südafrika geboren. Nach seiner Rückkehr nach Deutschland leitete er das Bildungsreferat der Evangelisch-lutherischen Missionswerks in Niedersachsen.
1993 wurde er zum Bischof der Evangelisch-Lutherischen Kirche in Namibia (DELK) gewählt. In diesem Amt förderte er einen Zusammenschluss der Evangelisch-Lutherischen Kirche in Namibia (ELCIN) mit der Evangelisch-Lutherischen Kirche in der Republik Namibia (ELCRN) und seiner eigenen Kirche.
2000 starb seine Frau Frauke.
Zusammen mit seinem Amtskollegen Zephania Kameeta von der Evangelisch-Lutherischen Kirche in der Republik Namibia und dem aus Bremen stammenden und in Namibia lehrenden Rechtswissenschaftler Manfred Hinz schlug Keding 2004 die Einsetzung einer Versöhnungskommission aus Deutschen und Namibiern vor, um eine Verbesserung des Verhältnisses zwischen Namibia und Deutschland 100 Jahre nach dem Beginn der Niederschlagung des Aufstandes der Herero und Nama gegen die deutsche Kolonialherrschaft im damaligen Deutsch-Südwestafrika einzuleiten.
2005 kehrte Keding nach Deutschland zurück und schloss die zweite Ehe. Sein Nachfolger als Bischof wurde Erich Hertel.
Vom 1. September 2005 bis zum 31. Dezember 2014 war Keding Pastor der Evangelisch-lutherischen Gemeinde in Bad Laer und Glandorf (Landkreis Osnabrück), zu der die Dreifaltigkeitskirche in Bad Laer und die Kirche Kripplein Christi in Glandorf gehören.